# Departamento Chicligasta
Das Departamento Chicligasta liegt im südwestlichen Teil der Provinz Tucumán im Nordwesten Argentiniens und ist eine von 17 Verwaltungseinheiten der Provinz. Im Norden grenzt es an das Departamento Monteros, im Osten an das Departamento Simoca, im Süden an das Departamento Río Chico und im Westen an die Provinz Catamarca.
Die Hauptstadt des Departamento Chicligasta ist Concepción. Das Departamento Chicligasta hat 75.133 Einwohner (2001, INDEC) auf einer Fläche von 1.267 km² und eine Bevölkerungsdichte von 59,3 Einw./km²

## Wirtschaft
Die Landwirtschaft ist die primäre Einkommensquelle des Departamento. Zuckerrohr ist das wichtigste Anbauprodukt, das in den zwei Zuckerfabriken Chicligastas verarbeitet wird. Hinzu kommt der Anbau von Kartoffeln und Gemüse. In der Zone von Alpachiri gibt es Zitrus-Plantagen.

## Städte und Gemeinden
Das Departamento Chicligasta ist in 7 Gemeinden (Municipios) unterteilt:
- Alpachiri y El Molino
- Alto Verde y Los Gucheas
- Arcadia
- Concepción
- Gastona y Belicha
- Trinidad
- Medinas

Koordinaten: 27° 18′ S, 65° 42′ W